# Охор-Шибір
Охор-Шибір (рос. Охор-Шибирь) — улус Тункинського району, Бурятії Росії. Входить до складу Сільського поселення Жемчуг.
Населення — 547 осіб (2015 рік).